# Llaminadura
Una llaminadura, llamí, gormanderia o llepolia, i encara infantilment un bobò, és un menjar fet més per a plaure al paladar que per nodrir. És generalment dolça amb escàs o nul valor nutritiu en proteïnes, vitamines i minerals però el contingut en sucre (o altres carbohidrats) o en greix pot ésser molt alt. Són al cim de la piràmide de l'alimentació saludable en la categoria d'aliments de consum ocasional.
El seu principal valor nutritiu són les calories del sucre o del greix. Per paliar la mala reputació del sector, es van desenvolupar llaminadures enriquits de vitamines i minerals, de vegades venudes a farmàcies. Manquen sovint proves sobre les propietats soludables i sobretot per a nens una alimentació sana i variada, no hi ha menester de complements dietètics. Perquè l'anhel de llaminadures roman gran, tan en adults com en infants, arreu es cerquen alternatives per oferir al mercat productes que nouen menys.
El 2024, el mercat mundial de llaminadures s'ha estimat a 69.200 milions de dòlars (±60.044 milions d'euros) i és preveu un creixement anual de 3,82%. Les multinacionals importants són Perfetti-van Melle, Mondeléz, Hershey, Nestlé, Mars i Haribo.

## Impacte en la salut
El consum excessiu és un hàbit dolent i pot desencadenar problemes de salut com a obesitat, diabetis, càries dental, anèmia perquè poques vegades aporta ferro a la dieta i ocasiona pèrdua d'apetit per aliments realment nutritius.
Certs additius com els colorants i el conservant benzoat de sodi, presents en moltes llaminadures i refrescs poden contribuir a la hiperactivitat infantil, pèrdua de concentració o comportament bulliciós. El fabricant alemany Haribo als anys 1980, per exemple, ha reemplaçat els colorants químics per a colorants vegetals, amb colors més pal·lids com a resultat. Un altre component de moltes llaminadures industrial, la gelatina, és problemàtic alhora per als vegetarians o vegans o per a feligresos de religions a les quals Déu prohibeix el consum de derivats porcins.
Per a raons dietètiques, —o per a raons comercials, per a recuperar la clientela que vol canviar el seu mode de consum— entre d'altres per a lluitar contra els inconventients del sucre, com ara l'obesitat, la diabetis, càries dental es van desenvolupar llaminadures a base  base d'edulcorants com la sucralosa, eritritol o l'estèvia.
Molts països prenen mesures sanitàries per a abaixar el consum de sucre o per a protegir els consumidors més febles, com per exemple prohibir la publicitat adreçada als nens. Encontren la resistència del potent lobby del sucre que representa una indústria concentrada en unes poques empreses multinacionals.

## Unes llaminadures
- Caramel: llaminadura en forma de pastilla o barreta feta de pasta de caramel a la qual s'ha afegit alguna essència. N'hi ha de moltes classes: piruletes, toffees, etc.
- Pastissets comercials: llaminadura feta de pasta de farina i d'oli o mantega, ensucrada i aromatitzada, cuita al forn i que se sol guarnir o farcir amb crema o altres ingredients.
- Mató de monja: llaminadura que es prepara amb llet d'ametlles batuda, rovell d'ou, sucre i midó.
- Núvol de sucre: llaminadura de textura esponjosa feta de sucre i gelatina.
- Xiclet: llaminadura en forma de pastilla, de boleta, etc., format per una base masticatòria plàstica i sucres, aromatitzants, colorants i altres ingredients.
- Bombó: dolç petit recobert de xocolata i a vegades farcit de fruita seca o confitada, de fondant, de licors, de caramel, etc.

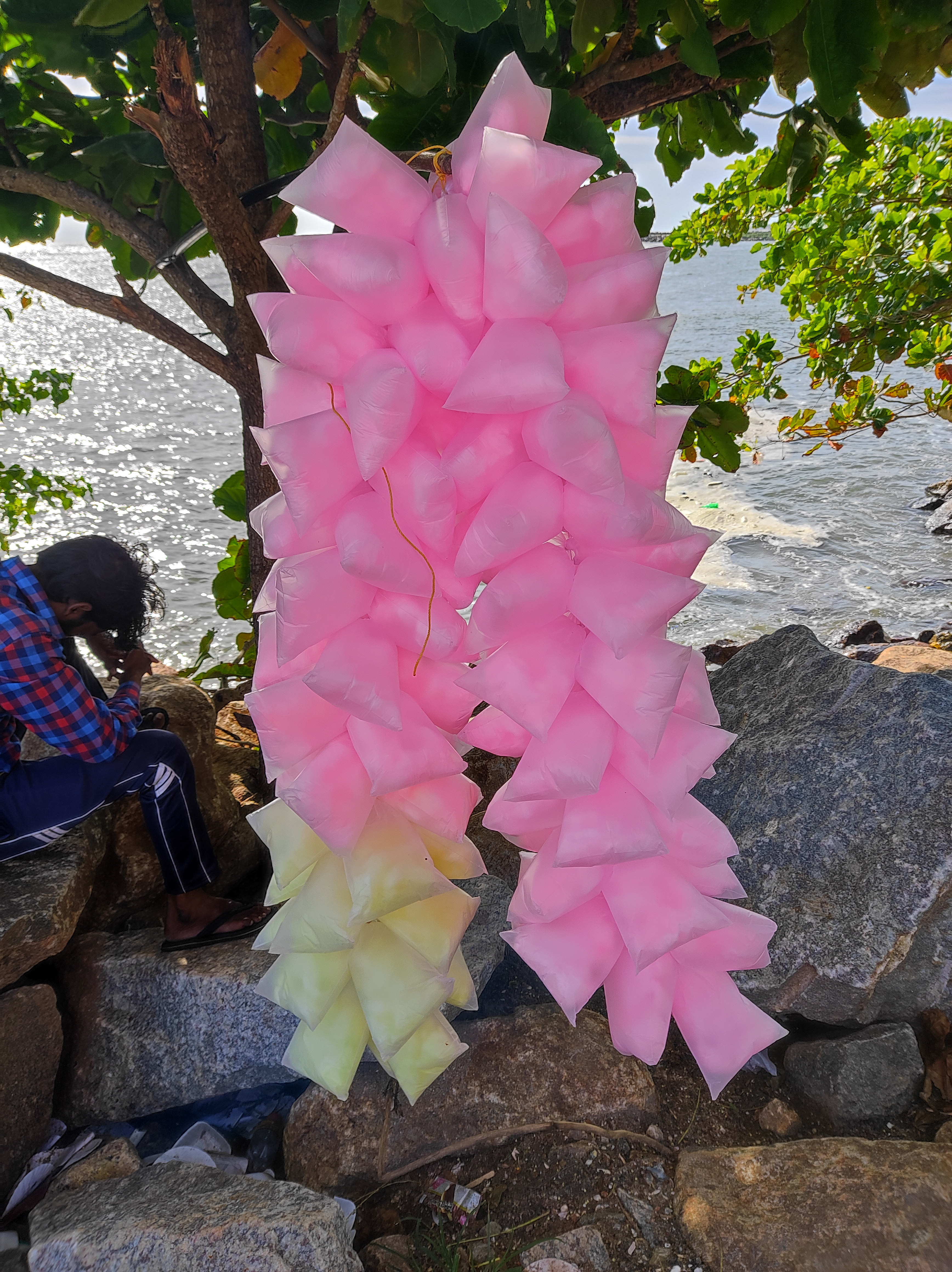
Cotó fluix de sucre